# 12874 Poisson
12874 Poisson è un asteroide della fascia principale. Scoperto nel 1998, presenta un'orbita caratterizzata da un semiasse maggiore pari a 2,8454154 UA e da un'eccentricità di 0,0677093, inclinata di 1,75667° rispetto all'eclittica.